# Le Magasin pittoresque
Le Magasin pittoresque est un magazine français illustré paru de janvier 1833 à 1938.

## Histoire
Paru la première fois en janvier 1833 sous la forme d’un fascicule de huit pages, illustré de gravures, vendu deux sous, huit jours après, une nouvelle livraison lui succéda, et ainsi de suite, chaque semaine, pendant dix-huit ans, c’est-à-dire jusqu’à la loi du timbre du 16 juillet 1850. Cette loi faisant peser une trop lourde charge sur les publications vendues 10 centimes, le Magasin pittoresque devint, à cette époque, mensuel, puis parut ensuite deux fois par mois.
Le Magasin pittoresque était une sorte d’encyclopédie populaire qui, sans négliger les découvertes importantes modernes, s’attachait surtout à ressusciter le passé. La qualification de « Magasin » avait pour but d’indiquer que le recueil contenait un peu de tout : morale, histoire, archéologie, art, sciences naturelles, industrie, voyages, toutes matières, en un mot, qui, s’adressant au cœur, à l’imagination et au goût, seraient de nature à enrichir de distractions pures et instructives les loisirs de la vie intérieure et du foyer domestique. On trouvait déjà à Paris le Magasin encyclopédique qui parut de 1792 à 1816.
Édouard Charton, d’après l’exemple des magazines anglais (dont le Penny Magazine (en)), avait conçu l’idée, tracé le plan, recruté les rédacteurs, dont la plupart appartenaient aux grandes écoles, préparé, même sous le rapport matériel, la mise en œuvre du Magasin pittoresque.
L’une des plus grandes difficultés à laquelle se heurta le directeur du nouveau Magasin fut de se procurer des gravures sur bois, en nombre suffisant. Ancien saint-simonien, Charton tenait essentiellement à éclairer et compléter les enseignements écrits par des images. C’était ce qu’il appelait « parler aux yeux pour arriver plus sûrement à l’esprit. » Or, la gravure sur bois était alors le seul genre de gravure qui se prêtât à la composition d’œuvres illustrées à bas prix, et l’usage en avait été presque complètement abandonné en France. Lorsque Charton demanda à une maison de Paris de s’engager à lui fournir quatre ou cinq gravures par semaine, on se récria, disant qu’on pourrait tout au plus livrer ce même nombre par mois.

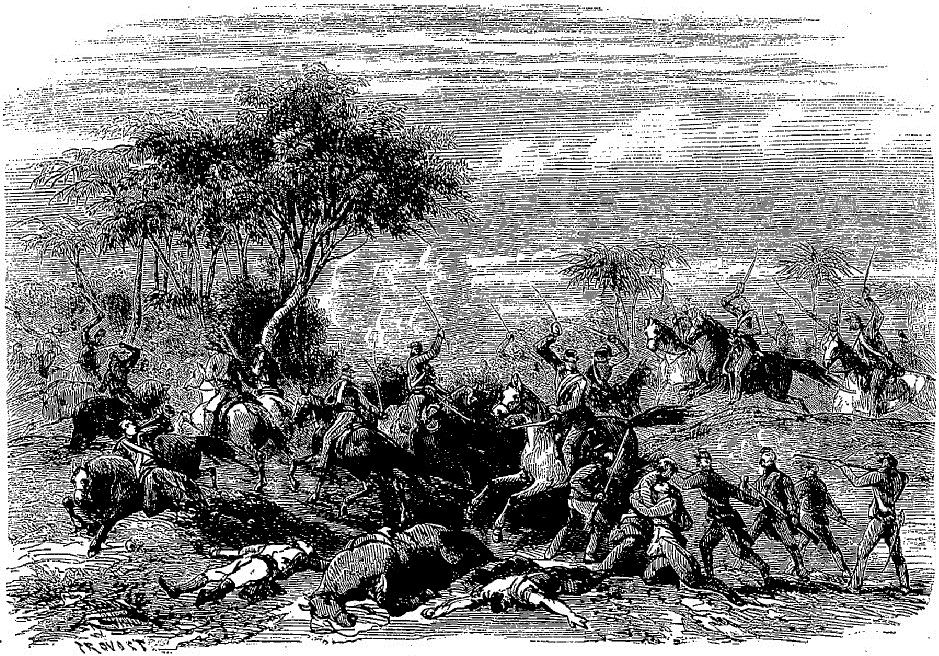
Guerre du Paraguay : Combat du Puru-Hué, 3 août 1867 (Almanach du Magasin pittoresque, 1869).

Ce mode de gravure s’étant heureusement perpétué en Angleterre, où de nombreux magazines existaient depuis le XVIIe siècle, Charton se rendit à Londres où il emprunta des clichés. Mais bientôt les graveurs français, stimulés par le succès du Magasin pittoresque et des concurrents qu’il suscita, revinrent au genre délaissé, se multiplièrent et ne tardèrent pas à rivaliser en somme de travail et en habileté avec les artistes anglais. Charton travailla surtout les premières années avec l'entreprise parisienne ABL, regroupant John Andrew (1815-1870), Jean Best (1808-1879) et Isidore Leloir (1806-1851), trois graveurs sur bois, association devenue ensuite Best LHR (pour Best, Leloir, Laurent Hotelin, Isidore Régnier) : éditeur, Jean Best fut même un temps nommé gérant du Magasin.
Le succès du Magasin pittoresque fut aussi rapide que complet. Dès la deuxième année, il compta jusqu’à 100 000 acheteurs, et le Recueil connut une  grande fortune. Par leur renoncement, les collaborateurs de la première heure contribuèrent largement à la réussite de l’œuvre. Dès le début, il avait été convenu entre eux que, pour assurer son unité morale et laisser toute sa liberté à la direction, aucun des articles ne serait signé. On sait néanmoins que George Sand y a parfois contribué ou que Camille Flammarion y a fait ses débuts de vulgarisateur en 1864, à l’âge de 22 ans.
En retour, il en résulta que le directeur fut chargé d’un travail qui n’eut d’égal que son dévouement. Installé au 30 rue Jacob, Édouard Charton eut à contrôler tous les articles présentés, les retouchant au besoin, corrigeant les épreuves ; il avait, en un mot, la main sur toutes les parties de la publication. « Tous les jeudis, a dit un de ses collaborateurs depuis 1865, Gaston Tissandier, Édouard Charton donnait ses audiences, au premier étage des bureaux d’abonnements. Il se tenait assis devant une table ronde, recouverte d’un tapis vert. Le lieu avait un caractère de simplicité monacale. Tous les visiteurs y étaient facilement admis : ils s’asseyaient autour de la pièce et venaient tour à tour prendre place à côté de M. Charton. La conversation de chacun se trouvait ainsi entendue par tous. Mais il n’y avait rien à cacher au Magasin ; tout se passait à ciel ouvert et au grand jour. Le débutant trouvait là bon accueil, visage souriant, et sollicitude quasi paternelle… M. Édouard Charton s’est-il jamais douté du bien qu’il a fait à des jeunes gens, qui parfois rebutés partout ailleurs, trouvaient en lui un maître plein de bienveillance, un guide expérimenté ? Le Directeur du Magasin pittoresque a souvent corrigé lui-même les manuscrits écrits par des mains inhabiles ; il les renvoyait à leur auteur, en prenant la peine de dire quel était leur côté défectueux et ce qu’il y avait à faire pour en améliorer la forme. »
Indépendamment de sa tutelle intellectuelle, Charton a également laissé dans le Magasin pittoresque la marque de sa haute et inflexible moralité. Aucun passage, aucun mot qui n’en soit empreint. Aussi a-t-il pu dire, lors de la publication du cinquante et unième volume du Recueil : « Parmi les milliers de pages écrites sur tant de sujets divers par mes collaborateurs et par moi pendant ces cinquante années, il n’en est aucune que je n’aie lue avec sollicitude avant de la publier, aucune (ma conscience me l’assure) qu’ait à réprouver l’honnêteté la plus scrupuleuse. »
À partir de 1851 et jusqu'en 1870, l’Almanach du Magasin pittoresque sort chaque année, comprenant textes et gravures originales.
Charton quitta la direction du Magasin pittoresque en 1888. Elle fut reprise par Charles Mayet et Eugène Best jusqu'en 1895, et l'éditeur devint la librairie Furne, Jouvet & Cie. En 1898, Charles Formentin, conservateur du musée Galliera, reprend la direction, puis en 1901, Émile Fouquet et Ernest Beauguitte, deviennent respectivement directeur et rédacteur en chef.
La publication s'interrompt durant l'année 1915 pour reparaître en 1917 dans une nouvelle formule illustrée qui dure jusqu'en 1938.

## Directeurs
- 1833-1836 : Édouard Charton et Euryale Cazeaux ;
- 1837-1888 : Édouard Charton et Jean Best ;
- 1889-1891 : Eugène Best ;
- 1891-1895 : Eugène Best et Charles Mayet ;
- 1896 : Charles Mayet ;
- 1897-1900 : Charles Formentin ;
- 1901-juillet 1902 : Charles Formentin et Émile Fouquet ;
- Août 1902-juin 1905 : Émile Fouquet et Ernest Beauguitte ;
- Juillet 1905-[1918 ?] : Émile Fouquet et Louis Fouquet (non paru en 1915).

## Contributeurs notoires
- De 1833 à 1836, le premier rédacteur en chef fut le saint-simonien Pierre Euryale Cazeaux (1805-1880).
- Rédacteurs : Jean Aicard ; Hippolyte Fortoul ; Victorin de Joncières ; Jean Reynaud ; Pauline Roland ; Tom Urbain...
- Illustrateurs et graveurs : Hippolyte Bellangé ; Charles Carey ; Stanislas Darondeau ; Eugène Delacroix ; Jules Didier ; Jules Gagniet ; Karl Girardet ; Henri Girardet ; Adolphe Gusman ; Tony Johannot ;  Louis Le Breton ; Louis Marvy ; Louis Morel-Retz, dit Stop ; Édouard Auguste Nousveaux ; Auguste Pontenier ; Jules-Jacques Puyplat ; Noël-Eugène Sotain ; Rodolphe Töpffer ; Théophile Schuler ; Henri Valentin...

## Concurrence
Dès la fin de l'année 1833, et Charton s'en plaindra, sort Le Magasin universel, un hebdomadaire concurrent « publié sous la direction de savants, de littérateurs et d'artistes », illustré de gravures, qui disparaît en septembre 1840.
D'autres titres similaires parurent au fil du XIXe siècle, dont le Magasin encyclopédique, ou Journal des sciences, des lettres et des arts (1792-1816), Le Magasin des familles (1849-1878), le Magasin illustré, lectures pour tous lancé par François Polo, ou bien encore La Revue-magasin de Normandie lancée par Louis Passy (1887-1890).

### Sources
- Annuaire historique du département de l’Yonne, Auxerre, L. Bonsant, 1890, p. 10-3. [réf. nécessaire]